# Missing You
A Missing You Tamia, Brandy, Gladys Knight és Chaka Khan amerikai énekesnők kislemeze. A dal a Set It Off című film egyik betétdala volt. Az amerikai Billboard Hot 100 slágerlistán a 25. helyre került. 1997-ben Grammy-díjra jelölték legjobb popelőadás duó vagy csapat által kategóriában.
A dal Tamia első Top 30 kislemeze az USA-ban és a legsikeresebb dala maradt 1999-es Spending My Life with You című daláig, ami duett Eric Benéttel. Brandynek az utolsó kislemeze, mielőtt kétéves szünetet tartott, hogy legyen ideje második albuma felvételeire. A dal segített Chaka Khan visszatérésében is.

## Helyezések
| Slágerlista (1996)                     | Legmagasabb helyezés |
| -------------------------------------- | -------------------- |
| USA Billboard Hot 100                  | 25                   |
| USA Billboard Hot R&B/Hip-Hop Songs    | 10                   |
| USA Billboard Adult Contemporary Songs | 30                   |
| Ausztrál ARIA slágerlista              | 90                   |
| Új-zélandi kislemezlista               | 2                    |